# Simone Cristicchi
Simone Cristicchi (Róma, 1977. február 5. –) olasz énekes, a Ti Regaleró una Rosa című dalával nyerte meg a 2007-es Sanremói Dalfesztivált.Ezt megelőzően már 2 éve ismert lett a Vorrei cantare come Biagio Antonacci című dalával .

## Albumok
- Fabbricante di canzoni – 2005
- Fabbricante di canzoni (Sanremo edition) – 2006
- Dall'altra parte del cancello – 2007

## Kislemezek
- 2000 - Elettroshock
- 2002 - Maria che cammina sull'autostrada
- 2005 - Vorrei cantare come Biagio / L'autistico / Vorrei cantare come Biagio (élő) / Vorrei cantare come Biagio (instrumentális)
- 2005 - Studentessa universitaria / Questo è amore / Studentessa universitaria (instrumentális)
- 2005 - Prete (La bugia più grande della storia)
- 2006 - Senza
- 2006 - Che bella gente / Angelo custode / Che bella gente (strumentale)
- 2006 - Telefonata per l'estate (alternatív verzió) / Ombrelloni / Ombrelloni (cenzurált változat)
- 2007 - Ti regalerò una rosa / Che bella gente
- 2007 - L'Italia di Piero
- 2007 - La Risposta